# 呼倫道
呼倫道（こりん-どう）は中華民国北京政府により設置された黒竜江省の道。

## 沿革
1920年（民国9年）2月、呼倫貝爾特別区域の廃止と伴い呼倫貝爾督が成立。弁公署は呼倫県に置かれ、下部に呼倫、臚浜、室韋の3県及び奇乾設治局を管轄した。1925年（民国14年）3月に道制施行、1929年（民国18年）2月に廃止されている。

## 行政区画
廃止直前の下部行政区画は下記の通り。（50音順）
- 県
  - 呼倫県
  - 室韋県
  - 臚浜県
- 設治局
  - 奇乾設治局